# Terry Meek
Terry Meek (Regina, 3 de noviembre de 1962) es un deportista canadiense que compitió en curling. Ganó una medalla de plata en el Campeonato Mundial de Curling Masculino de 2009.

## Palmarés internacional
| Campeonato Mundial | Campeonato Mundial | Campeonato Mundial | Campeonato Mundial |
| Año                | Lugar              | Medalla            | Prueba             |
| ------------------ | ------------------ | ------------------ | ------------------ |
| 2009               | Moncton (Canadá)   | Medalla de plata   | Equipo             |